# Dithorba mac Deman
Dithorba lub Diothorba – legendarny zwierzchni król Irlandii z dynastii Milezjan (linia Íra, syna Mileda) w latach 354-347 p.n.e. Syn Demana, syna Airgetmara, zwierzchniego króla Irlandii. W źródłach zanotowano, że zawarł porozumienie z dwoma kuzynami, Aedem I Ruadem i Cimbaethem, w sprawie siedmioletniej rotacji władzy między nimi. Pierwszy siedmioletni okres panowania rozpoczął Aed I Ruad. Następnym władcą został Dithorba. Każdy z nich panował trzy razy. Po jego trzecim siedmioletnim okresie rządów, zwierzchni tron objął Cimbaeth. Macha Mongruad zażądała od nich panowania w miejsce zmarłego ojca Aeda I. Ci nie zgodzili się na to, twierdząc, że nie przekażą władzy kobiecie. Doszło wówczas między nimi do bitwy, z której zwycięsko wyszła Macha, wyganiając Dithorbę z jego synami, do Connachtu, gdzie zginął w Corann. Ten pozostawił po sobie pięciu synów: Baetha, Brasa, Betacha, Uallach i Borbchasa. Macha wzięła Cimbaetha za męża i przekazała mu tron. Synowie Dithorby zażądali od niej dla siebie tronu. Macha odpowiedziała im, że nie poda się do dymisji, bowiem ona otrzymała władzę w wyniku wojny. Z tego powodu doszło między nimi do bitwy, z której zwycięsko wyszła władczyni. Synowie Dithorby zostali wygnani na odludzie w Connachcie. Potem Macha, pod postacią trędowatej kobiety, odkryła synów Dithorby w Bairinn. Pochwyciła każdego z nich siłą, po czym związanych razem przewiozła do Ulsteru. Ulaci, tutejsi mieszkańcy, zaproponowali jej, by rozkazała ich zgładzić. Władczyni nie zgodziła na ich propozycję, mówiąc, że synowie Dithorby będą skazani na niewolnictwo oraz zbudują jej Fort (Emain Macha), który będzie głównym miastem Ulsteru. Macha, po śmierci męża Cimbaetha, samodzielnie rządziła Irlandią i Ulsterem.